# Lišaj vrbkový
Lišaj vrbkový (Deilephila elpenor) je nápadně zbarvený noční motýl z čeledi lišajovitých, blízký příbuzný lišaje kyprejového. Na území ČR byl ještě v 90. letech 20. století hojný, od počátku 21. století jeho stavy klesají.

## Rozšíření
Obývá eurosibiřskou oblast, je rozšířen po celé Evropě a v některých částech Asie.

Vyskytuje se v široké paletě biotopů od luk, pasek a okrajů vodotečí až po kulturní stepi, zahrady a parky. Široký je také vertikální areál rozšíření – od nížin až po úpatí hor (například ve slovenských Tatrách).

## Popis

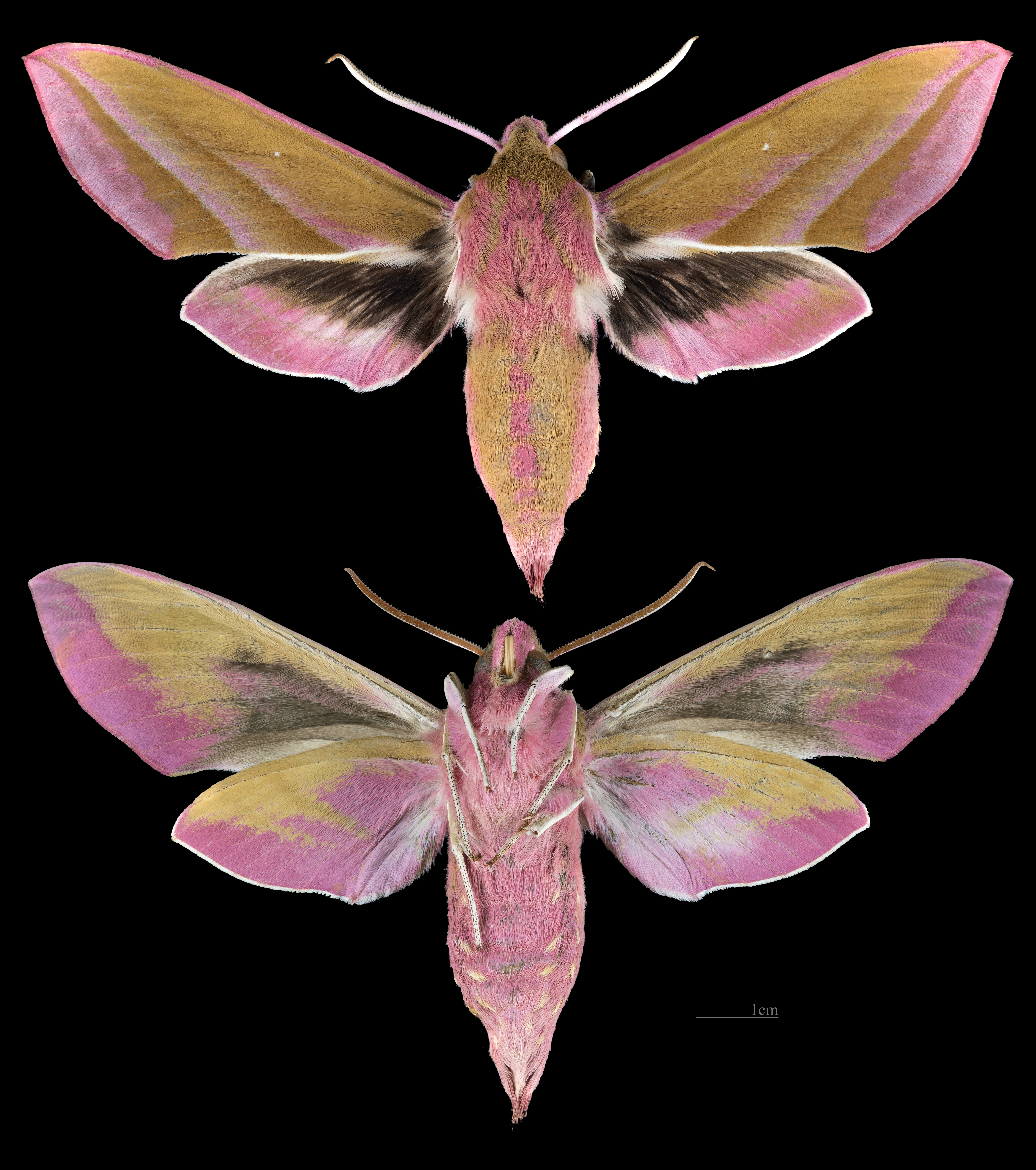
Sbírkový exemplář (samec)
(svrchní a spodní pohled)

Jedná se o středně velkého lišaje s dokonale aerodynamicky tvarovaným tělem. Přední křídlo dosahuje délky 25–32 mm. Základní barva obou párů křídel je svrchu i zespodu růžová, dominantní barvou je ale olivově žlutozelená, která v příčných pásech překrývá líc i rub křídel i trupu. Zhruba uprostřed lícní strany předních křídel je drobná bílá párová skvrnka. Při kořeni zadních křídel se rozkládá černá plocha, někdy zasahující i polovinu plochy křídla. Na hřbetní straně olivově zelené hrudi jsou 4 podélné růžové čáry, zadeček je seshora olivově zelený s tmavě růžovým podélným pruhem uprostřed, který se na špičce zadečku rozšiřuje. Nohy a tykadla motýlů jsou bělavé, oči jsou zelené. Samci dorůstají menších rozměrů než samičky a jejich tykadla jsou jemně hřebenitá.
V ČR žije také podobný druh, lišaj kyprejový. Od toho se lišaj vrbkový liší celistvější, méně vykrojenou plochou předních křídel a cca o polovinu větší velikostí.
Vajíčka jsou hladká, zelená, mírně oválná.
Housenky lišaje vrbkového jsou v mládí zelené, v 5. instaru mění barvu na šedohnědou s jemným černým žilkováním. Na 4. a 5. článku jsou hnědé, bíle obroubené skvrny v podobě očí. Na konci těla je krátký, černohnědý růžek. Před kuklením mohou housenky měřit 8–9 cm. Svým vzezřením a pohyby v případě ohrožení mimetuje housenka malého hada.
Kukla je okrově hnědá, matně lesklá. Okolo abdominálních článků má drobné trnité výrůstky.

## Bionomie
V České republice tvoří dvě generace. První generace létá v květnu a červnu, vzácnější druhá pak v srpnu. Dospělci se přes den ukrývají v podrostu, aktivní jsou od večera až zhruba do půlnoci, vyhledávají květy vrbek, vrbovek, zimolezů a hadinců, ze kterých v letu sají nektar. V zahradách je lze zastihnout na květech plamenek.
Housenky se líhnou z jednotlivě kladených vajíček a lze je zastihnout od července do září. Jejich živnými rostlinami jsou především vrbka úzkolistá, netýkavka nedůtklivá, různé druhy svízelů, ale také vinná réva. Konzumují také netýkavku žláznatou, která je v ČR invazivní. Přes den zůstávají housenky skryté u paty rostlin. Kuklí se při zemi v řídkém zámotku mezi suchými zbytky vegetace.
Přezimujícím stádiem je nevylíhnuvší se kukla první generace.

## Galerie

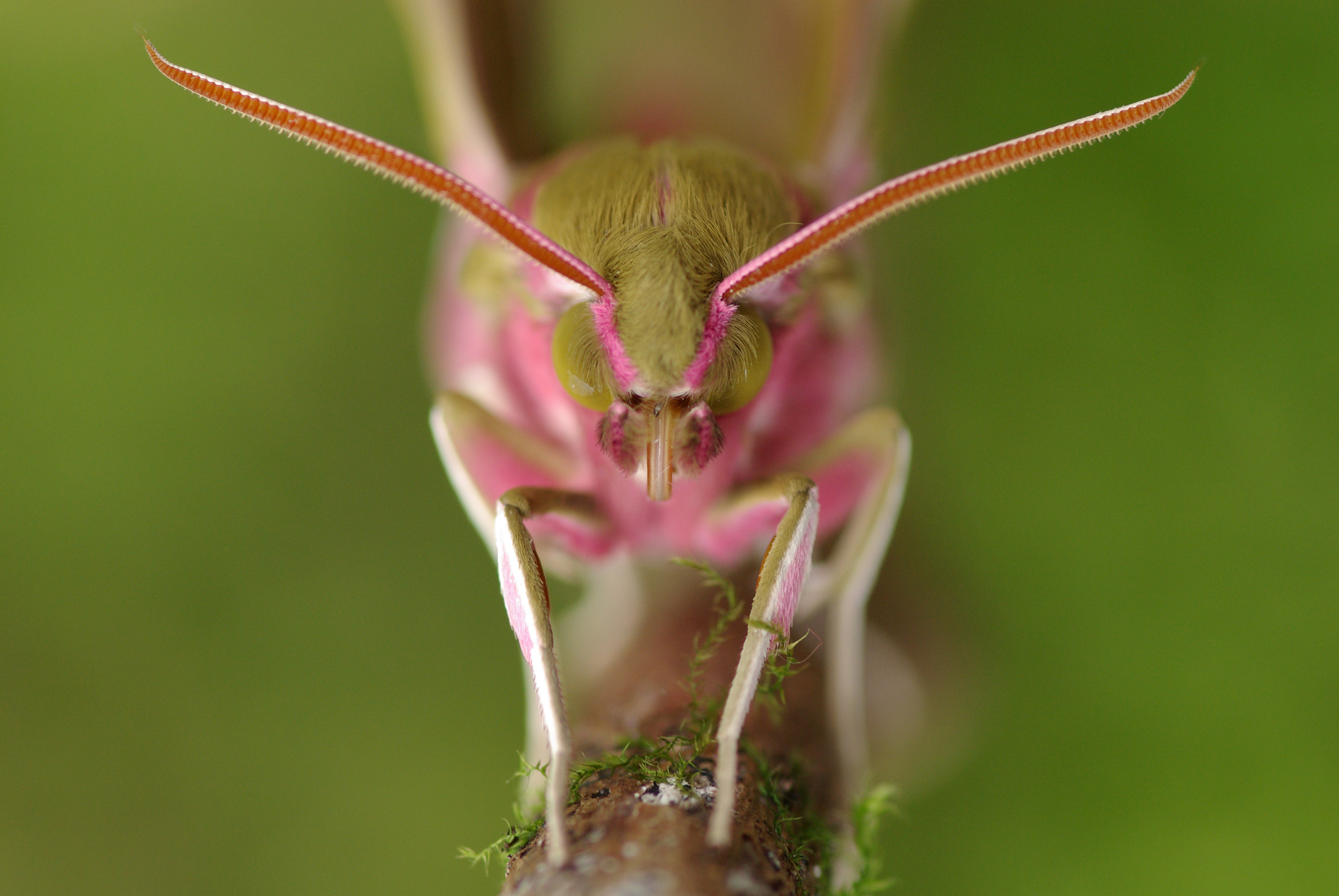
Lišaj vrbkový – čelní pohled
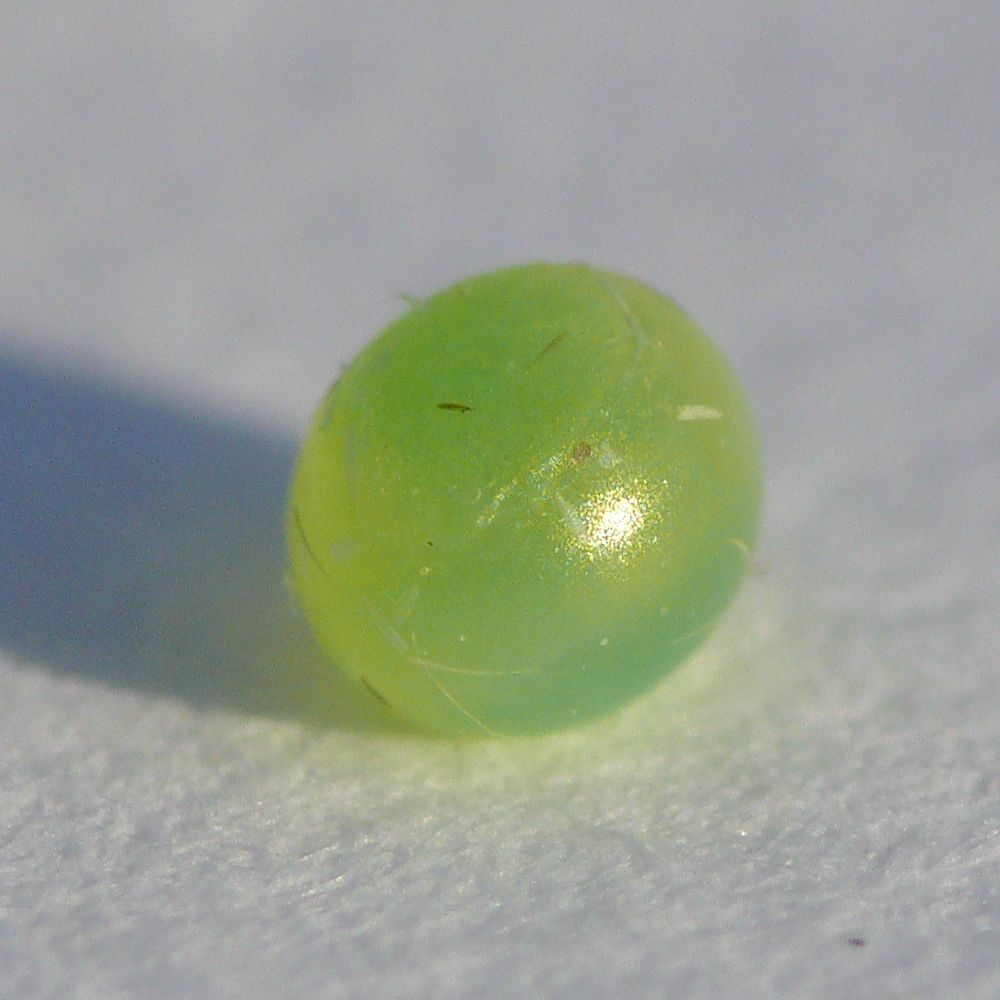
Detail vajíčka
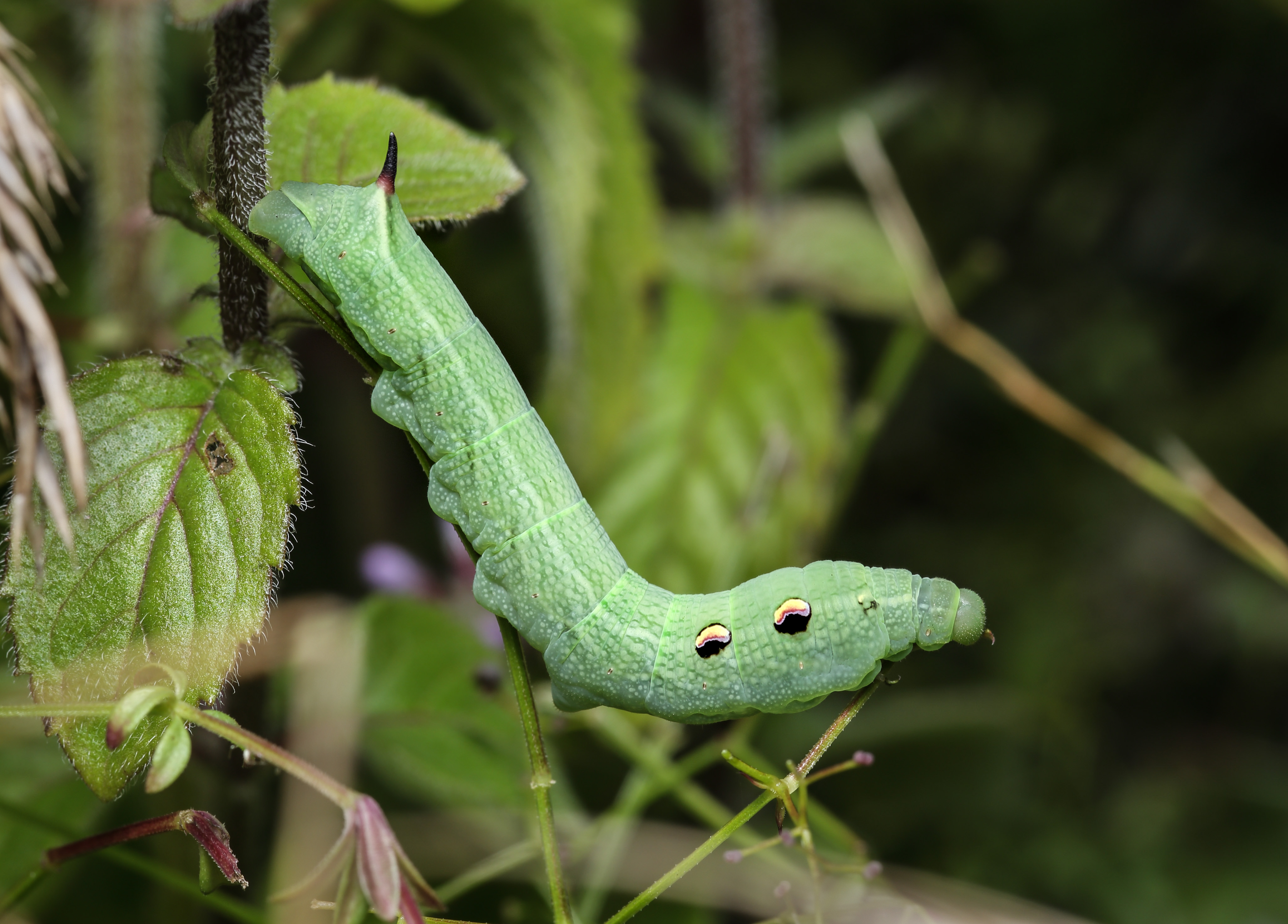
Mladá housenka
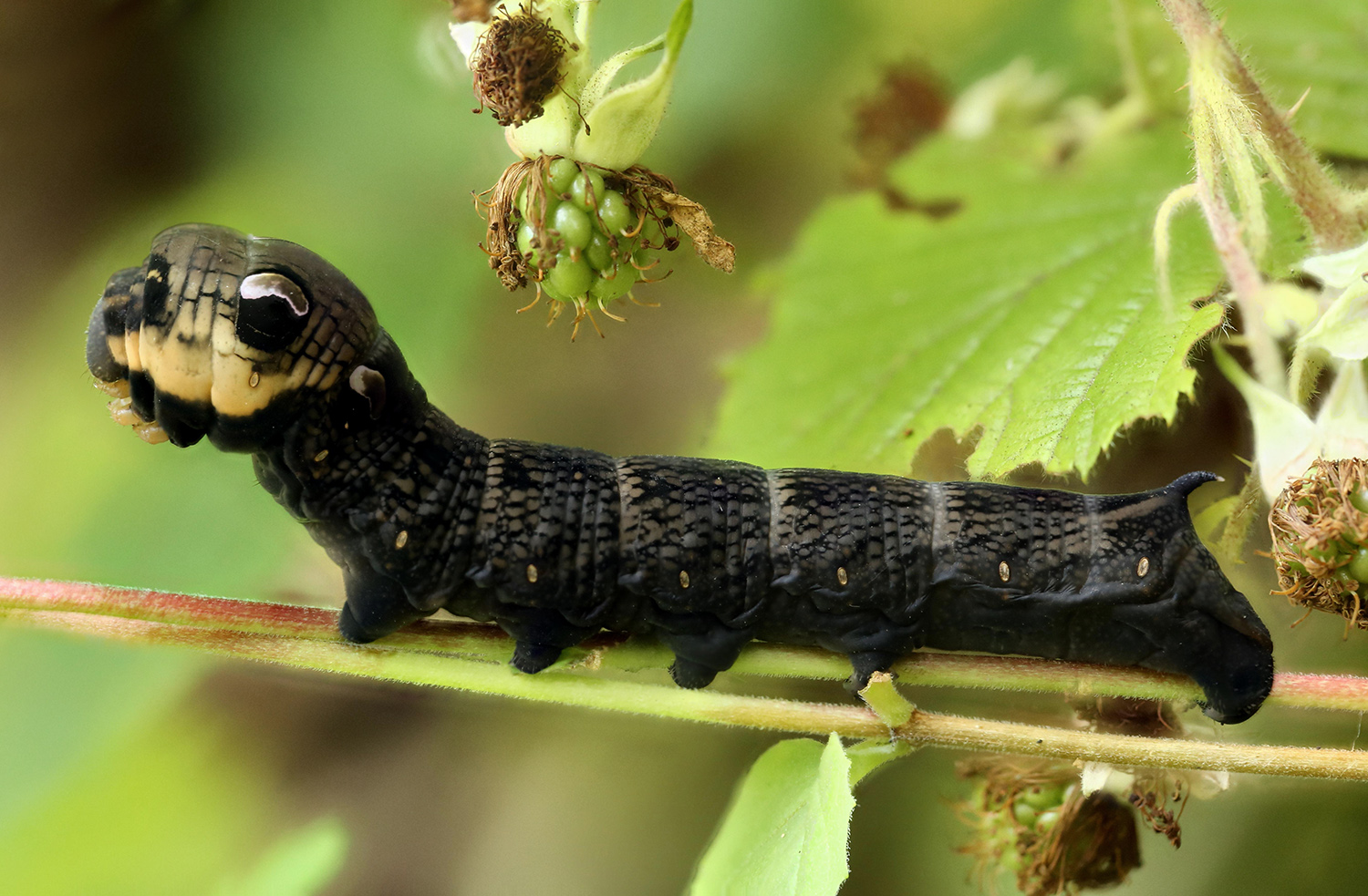
Dorostlá housenka v obranném postoji
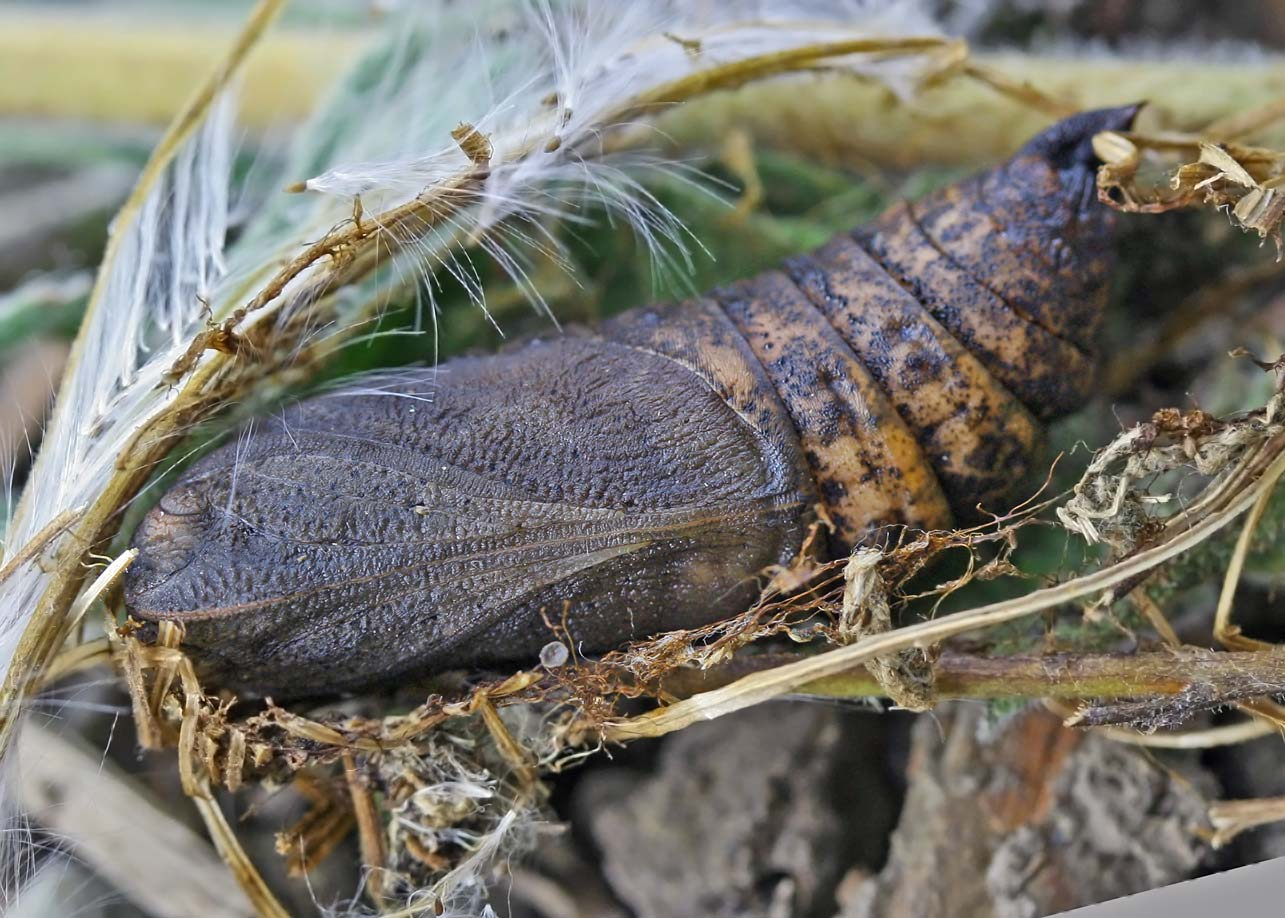
Kukla